# Granny Takes a Trip
Granny Takes a Trip war eine Boutique in London, die Nigel Waymouth (später bei Hapshash and the Coloured Coat), seine Freundin Sheila Cohen und John Pearse im Februar 1966 in der King’s Road 488 eröffneten. Der Laden galt als die „erste psychedelische Boutique im Swinging London der 1960er“ (first psychedelic boutique in "Swinging London" in the 1960s). 1969 übernahm Freddie Hornik den Laden und eröffnete Ableger in New York und Los Angeles. Die Läden schlossen in den 1970ern und 1980ern.
Granny Takes a Trip ist auch der Name eines Songs der britischen Rockband The Purple Gang aus dem Jahr 1967. Der Song ist nach der Boutique benannt.
Granny Takes a Trip wurde mehrfach als Markenname verwendet, ohne einen direkten Bezug zu der ursprünglichen Londoner Boutique zu haben.